# Julio Martínez Mesanza
Julio Martínez Mesanza (Madrid; 14 de septiembre de 1955) es un poeta español y traductor de literatura italiana.

## Biografía
Cursó estudios de Filosofía, pero se licenció en Filología italiana en la Universidad Complutense de Madrid. Representante de la generación que Luis Antonio de Villena llamó Postnovísimos y José Luis García Martín "de los ochenta", ha traducido además poesía italiana clásica y moderna, desde Dante Alighieri a Ugo Foscolo. Su obra más conocida es Europa, (1983-1990), una especie de epopeya ética culturalista.  En 1998 añadió otro título a este ciclo, Fragmentos de Europa (1977-1997).
Trabajó en el Ministerio de Cultura y en la Biblioteca Nacional de España con Luis Alberto de Cuenca. Ha sido director de los centros del Instituto Cervantes de Lisboa, Milán, Túnez , Tel Aviv y Estocolmo. Estuvo a cargo de la dirección académica en la sede central de este organismo en Madrid. En 2017 obtuvo el Premio Nacional de Poesía de España por su obra Gloria, que compila su actividad poética entre 2005 y 2016.
Incluido en la antología La generación de los ochenta (1988), de José Luis García Martín, se ha relacionado su poética con Saint-John Perse, Paul Claudel, Jorge Luis Borges, el Culturalismo y el interés medievalista de este último.

## Obras

### Lírica
- Europa (Madrid: El Crotalón, 1983).
- Europa (Sevilla: Renacimiento, 1986).
- Europa 1985-1988, (Valencia: La Pluma del Águila, 1988)
- Europa y otros poemas (Málaga: Puerta del Mar, 1990). Contiene los poemas de las ediciones anteriores: 1983-1988.
- Las Trincheras (Sevilla: Renacimiento, 1996)
- Fragmentos de Europa 1977-1997 (Palma: Universidad de las Islas Baleares, 1998).
- Entre el muro y el foso (Valencia: Pre-textos, 2007).
- Soy en mayo (Sevilla: Renacimiento, 2007). Antología con poemas de Europa, Las trincheras y Entre el muro y el foso.
- Gloria (Madrid: Rialp, 2016). Recoge su actividad lírica desde 2005 a 2016. Premio Nacional de Poesía de España 2017.

### Narrativa
- Un libro de 4000 años (1988).

### Traducciones
- Jacopo Sannazaro, Arcadia (Cátedra, 1982).
- Miguel Ángel Buonarroti, Rimas (1987).
- Dante Alighieri, La Vida Nueva (Siruela, 1985).
- Ugo Foscolo, Sonetos.
- Eugenio Montale, Fuera de casa (1990).
- Alberto Moravia, Paseos por África (Mondadori, 1988).